# Paige Hourigan
Paige Mary Hourigan (Turakina, 3 febbraio 1997) è una tennista neozelandese.

## Carriera
Paige Hourigan ha vinto 4 titoli nel singolare e 16 titoli nel doppio nel circuito ITF in carriera. Ha raggiunto la sua migliore posizione nel singolare WTA, nr 393, il 24 maggio 2021. Mentre il 11 novembre 2019 ha raggiunto il miglior piazzamento mondiale nel doppio, nr 134.
Ha disputato diciassette incontri con la squadra neozelandese di Fed Cup vincendone dieci.

## Statistiche WTA

### Doppio

#### Sconfitte (1)
| Legenda               |
| --------------------- |
| Grande Slam (0)       |
| Argenti Olimpici (0)  |
| WTA Finals (0)        |
| Premier Mandatory (0) |
| Premier 5 (0)         |
| Premier (0)           |
| International (1)     |

| N. | Data           | Torneo                | Superficie | Compagna        | Avversarie in finale         | Punteggio        |
| 1. | 6 gennaio 2019 | ASB Classic, Auckland | Cemento    | Taylor Townsend | Eugenie Bouchard Sofia Kenin | 6-1, 1-6, [7-10] |

## Statistiche ITF

### Singolare

#### Vittorie (4)
| Torneo $100.000 (0) |
| Torneo $80.000 (0)  |
| Torneo $75.000 (0)  |
| Torneo $60.000 (0)  |
| Torneo $50.000 (0)  |
| Torneo $40.000 (0)  |
| Torneo $25.000 (0)  |
| Torneo $15.000 (4)  |
| Torneo $10.000 (0)  |

| N. | Data           | Torneo                                    | Superficie | Avversaria in finale        | Score         |
| 1. | 8 luglio 2018  | Seixal Ladies Open, Corroios-Seixal       | Cemento    | Valeria Bhunu               | 6-4, 6-3      |
| 2. | 24 marzo 2019  | Cancun Tennis Cup, Cancún                 | Cemento    | María Camila Osorio Serrano | 6-4, 6-3      |
| 3. | 4 aprile 2021  | Jolie Ville Golf Women's, Sharm el-Sheikh | Cemento    | Anna Sisková                | 3-6, 6-1, 6-2 |
| 4. | 25 aprile 2021 | Magic Tours, Monastir                     | Cemento    | Monika Kilnarová            | 6-3, 6-2      |

### Doppio

#### Vittorie (16)
| Torneo $100.000 (0) |
| Torneo $80.000 (0)  |
| Torneo $75.000 (0)  |
| Torneo $60.000 (2)  |
| Torneo $50.000 (0)  |
| Torneo $40.000 (2)  |
| Torneo $25.000 (9)  |
| Torneo $15.000 (2)  |
| Torneo $10.000 (1)  |

| N.  | Data             | Torneo                                                      | Superficie | Compagna          | Avversarie in finale                      | Score                |
| 1.  | 13 giugno 2016   | GD Tennis Cup, Adalia                                       | Cemento    | Arianne Hartono   | Raluca Șerban Miriana Tona                | 6-3, rit.            |
| 2.  | 26 gennaio 2019  | ITF Women's Circuit Singapore, Singapore                    | Cemento    | Aldila Sutjiadi   | Eudice Chong Zhang Ling                   | 6-2, 6-3             |
| 3.  | 16 febbraio 2019 | City Of Surprise Women's Open, Surprise                     | Cemento    | Cori Gauff        | Usue Maitane Arconada Emina Bektas        | 6-3, 4-6, [14-12]    |
| 4.  | 9 aprile 2019    | Women's ITF Irapuato Club de Golf Santa Margarita, Irapuato | Cemento    | Astra Sharma      | Verónica Cepede Royg Renata Voráčová      | 6-1, 4-6, [12-10]    |
| 5.  | 30 marzo 2019    | Cancun Tennis Cup, Cancún                                   | Cemento    | Vladica Babić     | Karolína Beránková Lara Escauriza         | 6-4, 6-3             |
| 6.  | 14 aprile 2019   | Sunrise Aluminium Women's Circuit, Hong Kong                | Cemento    | Aldila Sutjiadi   | Maddison Inglis Kayla McPhee              | 6-3, 6-1             |
| 7.  | 25 maggio 2019   | ITF Women's Circuit Singapore, Singapore                    | Cemento    | Aldila Sutjiadi   | Emily Appleton Catherine Harrison         | 6-1, 7-6(5)          |
| 8.  | 6 luglio 2019    | Seixal Ladies Open, Corroios-Seixal                         | Cemento    | Alison Bai        | Francisca Jorge Olga Parres Azcoitia      | 3–6, 6–2, [14–12]    |
| 9.  | 19 aprile 2021   | Magic Tours, Monastir                                       | Cemento    | Alexandra Osborne | Magali Kempen Chelsea Vanhoutte           | 4-1, rit.            |
| 10. | 8 maggio 2021    | Salinas Copa Telconet, Salinas                              | Cemento    | Jodie Burrage     | Jacqueline Cabaj Awad Francisca Jorge     | 6–2, 2–6, [10–8]     |
| 11. | 23 dicembre 2022 | Eves Open, Tauranga                                         | Cemento    | Erin Routliffe    | Ashmitha Easwaramurthi Yuka Hosoki        | 6-1, 6-0             |
| 12. | 3 febbraio 2024  | Burnie International, Burnie                                | Cemento    | Erin Routliffe    | Kyōka Okamura Ayano Shimizu               | 7-6(5), 6-4          |
| 13. | 27 aprile 2024   | Wuning Open, Contea di Wuning                               | Cemento    | Rutuja Bhosale    | Cho I-hsuan Cho Yi-tsen                   | 5-7, 7-6(5), [12-10] |
| 14. | 11 maggio 2024   | Fukuoka International Women's Cup, Fukuoka                  | Sintetico  | Rutuja Bhosale    | Haruna Arakawa Aoi Ito                    | 3-6, 6-3, [10-6]     |
| 15. | 1º giugno 2024   | ITF Changwon International Women's Tennis Tour, Changwon    | Cemento    | Erika Sema        | Li Zongyu Shi Han                         | 6-4, 4-6, [10-4]     |
| 16. | 5 maggio 2025    | Lopota Tennis Open, Lopota                                  | Cemento    | Rutuja Bhosale    | Shrivalli Bhamidipaty Aleksandra Šubladze | 6-3, 6-2             |

#### Sconfitte (7)
| Torneo $100.000 (0) |
| Torneo $80.000 (0)  |
| Torneo $75.000 (0)  |
| Torneo $60.000 (0)  |
| Torneo $50.000 (0)  |
| Torneo $40.000 (0)  |
| Torneo $25.000 (6)  |
| Torneo $15.000 (1)  |
| Torneo $10.000 (0)  |

| N. | Data              | Torneo                                       | Superficie | Compagna            | Avversarie in finale                 | Score             |
| 1. | 23 marzo 2019     | Cancun Tennis Cup, Cancún                    | Cemento    | Rasheeda McAdoo     | Lou Brouleau Tess Sugnaux            | 4-6, 3-6          |
| 2. | 14 settembre 2019 | USTA Challenger of Redding, Redding          | Cemento    | Catherine Harrison  | Emina Bektas Tara Moore              | 3-6, 1-6          |
| 3. | 4 ottobre 2019    | Brisbane QTC Tennis International, Brisbane  | Cemento    | Alison Bai          | Destanee Aiava Naiktha Bains         | 3-6, 3-6          |
| 4. | 29 febbraio 2020  | Perth Tennis International, Perth            | Cemento    | Abigail Tere-Apisah | Kanako Morisaki Erika Sema           | 1-6, 6-4, [7-10]  |
| 5. | 7 marzo 2020      | The Ilana Kloss International, Potchefstroom | Cemento    | Berfu Cengiz        | Samantha Murray Sharan Fanny Stollár | 1-6, 1-6          |
| 6. | 19 giugno 2021    | Palmetto Pro Open, Sumter                    | Cemento    | Aldila Sutjiadi     | Emina Bektas Catherine Harrison      | 5-7, 4-6          |
| 7. | 30 aprile 2022    | Magic Tours, Monastir                        | Cemento    | Valerija Savinych   | Nigina Abduraimova Hiroko Kuwata     | 1-6, 6-3, [10-12] |